# ضدویروس آی
ضدویروس‌آی (به انگلیسی: IAntivirus) یک نرم‌افزار ضدویروس برای رایانه‌های اپل‌مکینتاش مبتنی بر اینتل است که سیستم‌عامل مک‌اواس نسخه ۱۰٫۵ (لئوپارد) بر روی آنها نصب شده‌است. این نرم‌افزار توسط شرکت PC Tools ارائه می‌شود و اولین نسخه آن در ژوئن ۲۰۰۸ منتشر شد. این ضدویروس با استفاده از پایگاه‌اطلاعاتی خود و ویژگی شناسایی هوشمندانه، بدافزارها، جاسوس‌افزارها و اکسپلویت‌ها را شناسایی و از بین می‌برد. از جمله ایرادات وارده بر ضدویروس‌آی این است که فقط توانایی شناسایی ویروس‌های سیستم‌عامل مکینتاش را دارد البته استفاده کمتر از منابع سیستمی و  عدم کاهش سرعت سیستم و سرعت اسکن بالا از جمله مزایای آن برشمرده شده‌است.
این ضدویروس تاکنون ۱۱۵ نرم‌افزار مخرب را که در سیستم‌عامل مکینتاش اجرا می‌شوند شناسایی کرده‌است.

## مقایسه نسخه‌ها
مقایسه نسخه‌های رایگان و تجاری آن مطابق جدول ذیل است :
|                                       | Free Edition | Paid Version |
| ------------------------------------- | ------------ | ------------ |
| Cost                                  | رایگان       | پولی         |
| Powerful malware protection           | آری          | آری          |
| Virus, worm and Trojan protection     | آری          | آری          |
| Spyware, adware and dialer protection | آری          | آری          |
| Scan and Remove                       | آری          | آری          |
| Smart Updates                         | آری          | آری          |
| IntelliGuard™ Real-Time Protection    | آری          | آری          |
| Community support                     | آری          | آری          |
| Home and Home Office Use              | آری          | آری          |
| Business and Commercial Use           | نه           | آری          |
| Dedicated 24/7 support                | نه           | آری          |
| Phone support                         | نه           | آری          |

## منبع
ویکی‌پدیای انگلیسی - IAntivirus